# Eddie Velez
Edwin Velez (New York, 4 juni 1958) is een Amerikaans acteur, die al meer dan 70 film- en tv-rollen speelde en bekend werd als Frankie 'Dishpan' Santana uit The A-Team. Hij was sergeant in de Amerikaanse luchtmacht en was gestationeerd in de Sunnyvale Air Force Station in Sunnyvale, Californië. Hij werd eervol ontslagen in 1981 en besloot naar Los Angeles te verhuizen, om daar een acteercarrière op te bouwen.
Velez was ook te zien in enkele films, hoewel doorgaans in bijrollen. Hij speelde onder meer in Traffic, White Chicks en Bulletface. Ook vertolkte hij vele gastrollen, onder meer in Cagney & Lacey, Hill Street Blues, Empty Nest en JAG.
Sinds 1990 is hij getrouwd met Catharina Grace. Uit zijn eerste huwelijk met Edna, die hij huwde in 1978, heeft hij een dochter (Eliza).

## Filmografie
- Beautiful Loser (2008) - Diego (Volwassen)
- Anna Nicole (2007) - Michael - Fotograaf Playboy
- Bulletface (2007) - Eric Muller
- By Appointment Only (2007) - Detective Sosa
- Born (2007) - Rol onbekend
- Black Dawn (Video, 2005) - Brody
- Numb3rs televisieserie - Raynor (Afl., Manhunt, 2005)
- Charmed televisieserie - Inspector (Afl., Styx Feet Under, 2004)
- White Chicks (2004) - Agent Vincent Gomez
- Seven's Eleven (2004) - Stinger
- Days of Our Lives televisieserie - Paul Mendez (Episode 1.9547, 2003|Episode 1.9567, 2003)
- White Rush (2003) - Santos Chabron
- The Hunted (2003) - Richards
- Port Charles televisieserie - Det. Alexander 'Alex' Garcia #2 (Afl. onbekend, 1999-2001)
- Traffic (2000) - Officer Johnson
- Just Shoot Me! televisieserie - Miguel (Afl., Fast Times at Finchmont High, 2000)
- A Father's Choice (televisiefilm, 2000) - Detective Cortez
- General Hospital televisieserie - Alex Garcia #2 (Afl. onbekend, 1999-2000)
- Profiler televisieserie - Luis Ortiz (Afl., Las Brisas, 1999)
- Soldier of Fortune, Inc. televisieserie - Bartholoméw Sanchez (Afl., The Vestige, 1999)
- Seven Days televisieserie - René (Afl., Parkergeist, 1999)
- Air America televisieserie - Carlos Rey de Lupos (Afl., Lost City, 1998)
- Running Woman (1998) - Reuben Alvarez
- The Parent 'Hood televisieserie - Det. Perez (Afl., Don't Go There, 1997)
- Night Man televisieserie - Bruce (Afl., I Left My Heart in San Francisco, 1997)
- Most Wanted (1997) - Sergeant Peyton
- Pacific Blue televisieserie - Eddie Montez (Afl., Sandman, 1997)
- Under Oath (1997) - Ray Ramírez
- Gun (serie) televisieserie - Detective Jiminez (Afl., The Shot, 1997)
- JAG televisieserie - Rol onbekend (Afl., The Game of Go, 1997)
- Tracey Takes On... televisieserie - Angelo (Afl., Health, 1996)
- Walker, Texas Ranger televisieserie - Fontemuro (Afl., El Coyote: Part 1 & 2, 1996)
- Live Shot televisieserie - Ricardo Sandoval (12 afl., 1995)
- The Commish televisieserie - Tommy Le Grange (Afl., Accused, 1995)
- Murder, She Wrote televisieserie - Pete Grimaldi (Afl., Crimson Harvest, 1994)
- A Passion to Kill (1994) - Morales
- Hardball televisieserie - Diego Escobar (Afl., Pilot, 1994)
- Bitter Vengeance (televisiefilm, 1994) - Harry Carver
- A Rainy Day (Televisiefilm, 1994) - Armando
- Body Bags (televisiefilm, 1993) - Baseball Player (segment 'Eye')
- From the Files of Joseph Wambaugh: A Jury of One (televisiefilm, 1992) - Tommy
- Flying Blind televisieserie - Paco (Afl., The Week of Living Dangerously, 1992)
- Danger Island (televisiefilm, 1992) - Vic
- The Trials of Rosie O'Neill televisieserie - Mack Delgado (Afl., Real Mothers, 1991|Double Bind, 1992)
- Empty Nest televisieserie - Jose Martinez (Afl., Food for Thought, 1991)
- Veronica Clare televisieserie - Rol onbekend (Afl., The Boxing Story, 1991)
- Midnight Caller televisieserie - Benny Fuentes (Afl., Uninvited Guests, 1991)
- True Blue Televisieserie - Officer Frankie Avila (10 afl., 1989-1990)
- Drug Wars: The Camarena Story (Mini-serie, 1990) - Ramon Varona
- Romero (1989) - Lt. Columa
- Shannon's Deal (televisiefilm, 1989) - Chuy Vargas
- Monsters televisieserie - Belphamelech (Afl., All in a Day's Work, 1989)
- Rooftops (1989) - Lobo
- Tour of Duty televisieserie - Lt. Escobar (Afl., Non-Essential Personnel, 1989)
- True Blue (televisieserie, 1989-1990) - Officer Frankie Avila
- Split Decisions (1988) - Julian 'Snake' Pedroza
- Trial and Error televisieserie - John Hernandez (Afl., Bon Appetit, 1988|Man's Best Friend, 1988)
- The Women's Club (1987) - Carlos
- Houston Knights televisieserie - Lopez (Afl., Houston's Hero, 1987)
- The A-Team televisieserie - Frankie 'Dishpan' Santana (13 afl., 1986-1987)
- Hill Street Blues televisieserie - Ramon Mendez (Afl., Sorry Wrong Number, 1987)
- Capitol televisieserie - Alonzo (Afl. onbekend, 1986)
- Extremities (1986) - Officer #1
- C.A.T. Squad (televisiefilm, 1986) - Carlos
- Charlie & Co. televisieserie - Miguel (17 afl., 1985-1986)
- Cagney & Lacey televisieserie - El Vengador (Afl., Lost and Found, 1985|Afl., The Man Who Shot Trotsky, 1986)
- Children of the Night (televisiefilm, 1985) - Tom
- Doin' Time (1985) - Wetback
- Berrenger's televisieserie - Julio Morales (11 afl., 1985)
- Summer Fantasy (televisiefilm, 1984) - Stratis
- Repo Man (1984) - Napoleon 'Napo' Rodriguez
- Bay City Blues Televisieserie - Pepe Garcia (8 afl., 1983)
- For Love and Honor (televisiefilm, 1983) - Lucas

- International Standard Name Identifier: 0000 0000 4270 9641
- Library of Congress Control Number: no2003012650
- Virtual International Authority File: 11988014
- WorldCat: E39PBJjT3fctbCjBqQdqvxMF8C